# Mononcholaimus glaberoides
Mononcholaimus glaberoides is een rondwormensoort uit de familie van de Oncholaimidae. De wetenschappelijke naam van de soort is voor het eerst geldig gepubliceerd in 1931 door Allgén.